# Viadukt Höllengrund
Der Viadukt Höllengrund (auch Großschweidnitzer Viadukt) ist eine Eisenbahnbrücke der Bahnstrecke Zittau–Löbau über das Großschweidnitzer Wasser in Großschweidnitz in der sächsischen Oberlausitz. Seinen Namen erhielt er nach dem Höllengrund. Die Brücke steht als Kulturdenkmal unter staatlichem Schutz.

## Geschichte
Die Löbau-Zittauer Eisenbahngesellschaft erhielt am 25. Juni 1845 die Konzession zum Bau der Bahnstrecke von Löbau nach Zittau. Im Zuge dessen begann im Jahre 1846 der Bau eines für zwei Gleise ausgelegten Viadukts über das Höllengrundtal in Großschweidnitz. Der Bau dauerte zwei Jahre und konnte 1847 fertiggestellt werden. Die feierliche Einweihung fand am 10. Juni 1848 statt.
1873 entstand die Bahnstrecke Ebersbach–Löbau, die auf den ersten Kilometern ab Löbau auf dem freien zweiten Planum der Strecke von Zittau trassiert wurde und südlich des Viadukts abzweigt. Seitdem führten zwei Gleise über den Viadukt. Unmittelbar vor dem Viadukt aus Löbauer Richtung befindet sich ein Stellwerker-Häuschen, welches heute ungenutzt ist.
Am 8. Mai 1945 sprengten gegen 9 Uhr Vormittag Truppen der Wehrmacht den mittleren Brückenbogen. Durch rasche Sicherungsmaßnahmen konnte bereits am 4. August 1945 der erste Zug im Schritttempo die Brücke passieren. Die endgültige Fertigstellung erfolgte in mehreren Bauabschnitten.
Im Zuge Sowjetischer Reparationsforderungen wurde das Gleis der Bahnstrecke Ebersbach–Löbau nach dem Zweiten Weltkrieg abgebaut. Seitdem liegt auf der Brücke nur noch das Gleis der Bahnstrecke Zittau–Löbau. Südlich der Brücke wurde für die Strecken nach Ebersbach und Zittau die Abzweigstelle Abzw Niedercunnersdorf W15 eingerichtet.

## Galerie

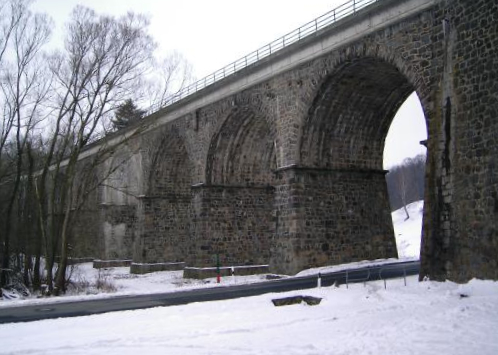
Perspektive aus Richtung Norden
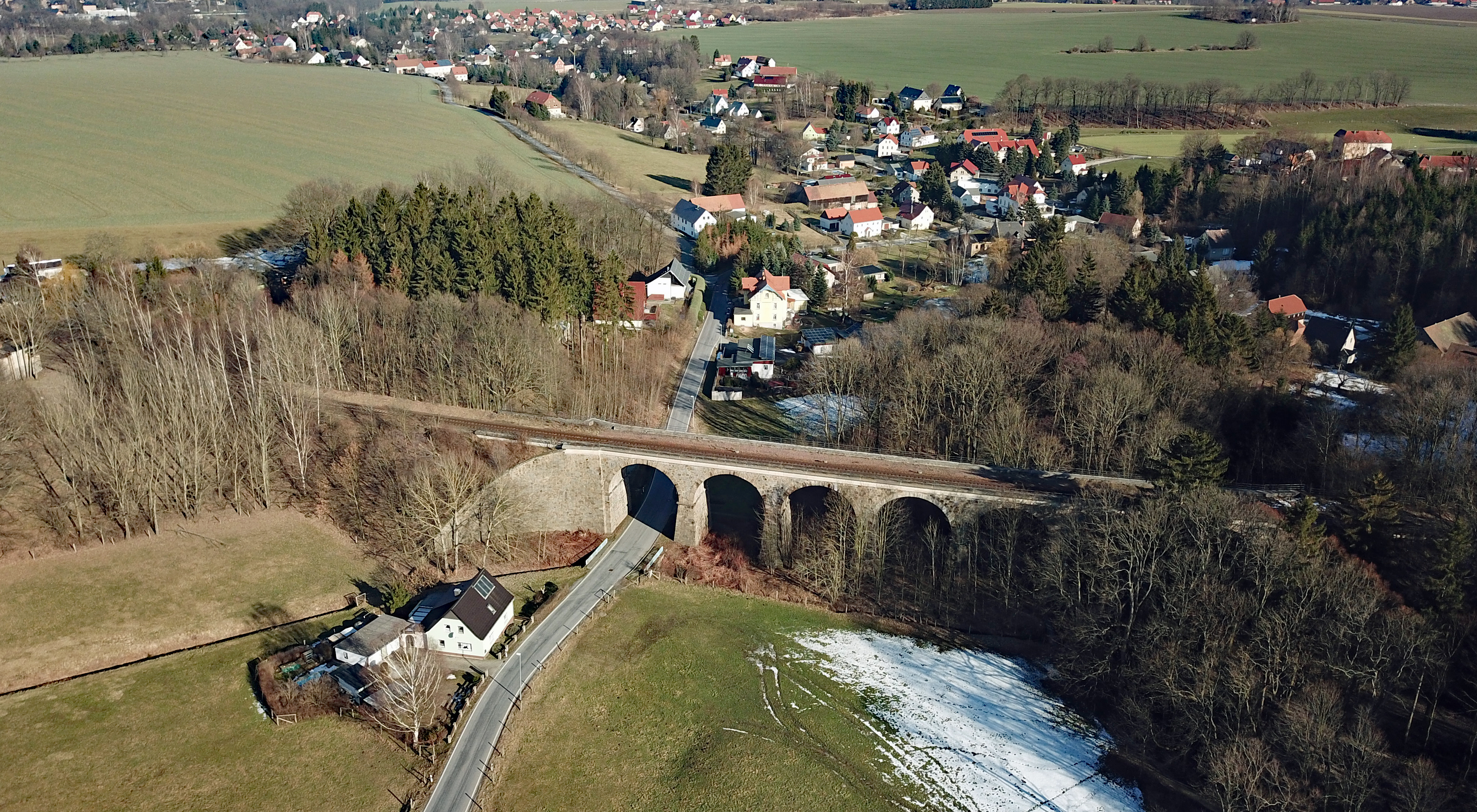
Luftbild Südseite
Die Gemeinde Großschweidnitz trägt das Viadukt in ihrem Wappen